# 이젠플루
이젠플루(독일어: Isenfluh)는 스위스 베른주 빌더스빌에서 라우터브루넨으로 가는 도로 북쪽에 위치한 작은 마을이다. 1319년에 여센플루오(Ysenfluo)로 처음 언급되었으며 1401년에 뢰첸탈 사람들이 작은 마을에 정착하기 시작했다. 작은 마을은 14세기부터 1528년부터 1798년까지 인터라켄의 집행관이 관리한 이래로 인터라켄 수도원에 속해 있었다.
1973년에 이젠플루는 벵엔, 뮈렌, 김멜발트, 슈테헬베르크 및 라우터브루넨과 함께 라우터브루넨 시의 일부가 되었다. 이젠플루의 인프라가 설치되어 있지만, 많은 지원은 경제공동체 집단에서 온다. 마을 학교는 베른주 정부에 의해 재정적 이유로 폐쇄되었기 때문에, 이젠플루의 아이들은 라우터브루넨에 있는 학교에 다닌다.
이젠플루로 가는 주요 도로(버스 노선)는 1,200m 나선형 터널을 가로지른다. 이 도로는 1992년에 개통되어 1987년 산사태로 파괴된 이전 산악 도로를 대체했다.
이젠플루는 하이킹, 썰매타기, 빙벽등반을 위한 기지이다. 스위스 알파인 클럽( Schweizerischen Alpenclubs), SAC는 몇 시간 거리에 있다.